# Eryngium gentryi
Eryngium gentryi là một loài thực vật có hoa trong họ Hoa tán. Loài này được Constance & Bye mô tả khoa học đầu tiên năm 1976.